# جزیره اورکاس
جزیره اورکاس (به انگلیسی: Orcas Island) یک منطقهٔ مسکونی در ایالات متحده آمریکا است که در واشینگتن واقع شده‌است. جزیره اورکاس ۵٬۳۸۷ نفر جمعیت دارد و ۷۳۴٫۲۷ متر بالاتر از سطح دریا واقع شده‌است.